# US Pergolettese 1932
Unione Sportiva Pergolettese 1932 – włoski klub piłkarski z siedzibą w Cremie, w Lombardii, założony 18 listopada 1932. Jego założycielami byli Attilio Braguti, Dante d'Adda, Felice Madeo, Edoardo Piantelli, Emilio Rebotti oraz Attilio Scarpini. Obecnie klub występuje w Serie C.
W sezonie 2007/08 klub wygrał grupę A w Serie C2 i uzyskał prawo do gry w Serie C1 w sezonie 2008/09.

## Znani piłkarze
- Dario Hübner
- Attilio Lombardo
- Fabio Caserta